# テルトリーの戦い
テルトリーの戦い（テルトリーのたたかい、ドイツ語: Schlacht bei Tertry、フランス語: Bataille de Tertry）は、687年にメロヴィング朝フランク王国内の分国であるアウストラシアとネウストリア・ブルグンディアの間で行われた戦闘。 テルトリーは現在のフランスのソンム県ペロンヌ郡に位置する。
アウストラシアの宮宰で事実上の支配者だったピピン2世は、679年にネウストリア王テウデリク3世に敗れ彼を統一フランク王と認めたが、なおアウストラシアで権力を握っており、他の分国同士もテウデリク3世を頂きながら衝突を繰り返していた。
681年にピピン2世はネウストリア宮宰ワラトーとの争いを終わらせ和平を結んでいたが、ワラトーの死後彼の後継者ベルカルが抗争を再燃させた。ベルカルとテウデリク3世は687年にアウストラシアに侵攻したが、テルトリーの戦いで今度はピピン2世に惨敗した。ピピン2世はベルカルを宮廷から追放し、腹心のノルデベルトと共にネウストリアとブルグンディアの宮宰となった。テウデリク3世は、ピピン2世をアウストラシア、ネウストリア、ブルグンディア3国の宮宰かつ事実上の統治者として認めさせられた。
この戦いにより、フランク王国のメロヴィング朝の王の権威は著しく減少し、ピピン家と彼らが統治するアウストラシアの力がさらに強大なものとなった。これは後にピピン家の後身カロリング家がメロヴィング朝を打倒し、アーヘンを首都とするカロリング朝を興す遠因ともなった。

## 文学作品
- Oman, Charles (1914) (英語). The Dark Ages, 476-918 (6th ed.). London: Rivingtons